# Sent Mesard de Miranda
Sent Mesard (en francès Saint-Médard) és un municipi francès situat al departament del Gers i a la regió d'Occitània.

## Geografia

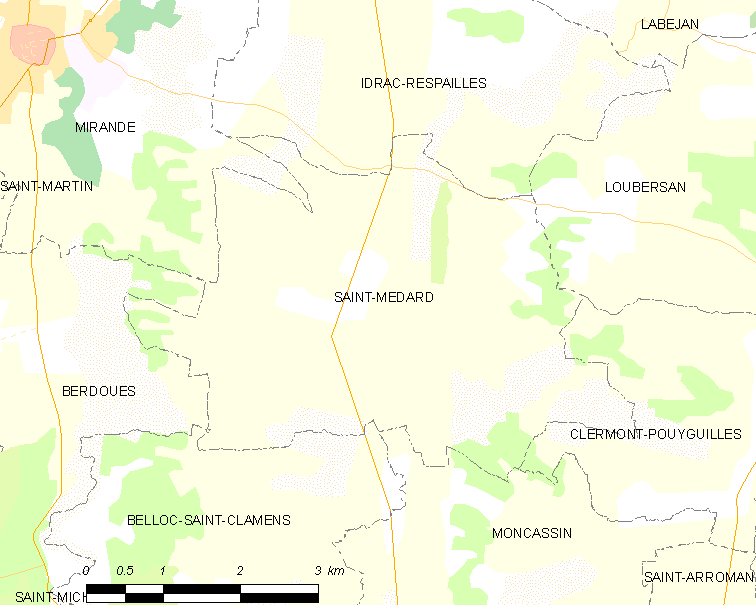
Mapa de la comuna de Sent Mesard de Miranda

## Administració i política
| Període | Identitat       | Partit |
| ------- | --------------- | ------ |
| 2008-   | Annie Bourdallé | PS     |

## Demografia
| 1962                                       | 1968 | 1975 | 1982 | 1990 | 1999 | 2006 |
| ------------------------------------------ | ---- | ---- | ---- | ---- | ---- | ---- |
| 338                                        | 282  | 281  | 274  | 277  | 293  | 338  |
| Des de 1962: població sense dobles comptes |      |      |      |      |      |      |